# Żołnierze wolności
Żołnierze wolności (ros. Освободитель, ang. The Liberators) – powieść z 1981 roku, napisana przez rosyjskiego pisarza Wiktora Suworowa. Przedstawia, w formie luźnych opowiadań, życie młodego Suworowa w Armii Radzieckiej. 
Książka jest nacechowana wyraźnie negatywnie do całego systemu i ustroju ZSRR, a do organizacji (czy jej braku) w radzieckiej armii w szczególności, choć momentami na pierwszy plan przebija się duma z militarnej potęgi ZSRR. Autor opisuje m.in. jak wygląda radziecki areszt wojskowy, za co można do niego trafić, jak przebiegają obchody 50. rocznicy rewolucji, jak wygląda stan uzbrojenia ZSRR oraz, co najważniejsze, opisuje radziecką interwencję na Czechosłowację w roku 1968, w której Suworow brał udział jako czołgista.
Książka oficjalnie ukazała się w Polsce w roku 1990, lecz jak na samym wstępie do wydania polskiego stwierdza autor, w obiegu podziemnym (tłumaczone z angielskiego wydania), egzemplarze jego książki krążyły w Polsce już w połowie lat 80. 
Ogólnie luźne i prześmiewcze nastawienie do radzieckiej armii kończy się niespodziewanie pod koniec książki gdzie bardzo szczegółowo opisana zostaje egzekucja przeprowadzona na młodym dezerterze, który w czasie czechosłowackiej interwencji chciał uciec na Zachód.

## Wydania polskie
- Żołnierze wolności, 1985
- Żołnierze wolności, 1990 (Droga)
- Żołnierze wolności : Armia radziecka od środka, 1991 (Aramis)
- Żołnierze wolności, ISBN 83-89187-13-2, 2002 (AiB – Wydawnictwo Adamski i Bieliński)
- Żołnierze wolności, ISBN 83-89187-39-6, 2004 (AiB – Wydawnictwo Adamski i Bieliński)